# マーケットプロファイル
マーケットプロファイル（英語: Market Profile）とは、市場分析の手法であるテクニカル分析の手法のひとつ。シカゴ商品取引所会員のJ. Peter Steidlmayerによって開発された。

## 概略
それ以前に存在した手法であるミニマムトレンドを改良・精緻化したものである。
30分毎の値動きにローマ字を当てはめ、その分布状況で以後の株価推移を分析するテクニカル指標である。
通常デイトレードに使用される。

## 例
ある商品の一日の値動きについて、付いた値を30分ごとにバツ印を付けて記録したとする。
- 106円：XX
- 105円：XXX
- 104円：XXXXX
- 103円：XXXXXX
- 102円：XXXXXXX
- 101円：XXXX
- 100円：XXX

これがミニマムトレンドである。どの価格に滞在した時間が多いかが分かる。Steidlmayerはこれを改良して、取引時間帯に特定のアルファベットを当てはめるようにした。例えば取引開始から30分間をA、次の30分間をB、以下C、D…として記録していって、
- 106円：AC
- 105円：ACD
- 104円：ABCDF
- 103円：ABCDFG
- 102円：BCDEFGH
- 101円：DEFH
- 100円：EFH

のようになったとする。これがマーケットプロファイルである。